# 苏州大学应用技术学院
苏州大学应用技术学院，是苏州大学举办的普通全日制本科独立学院，位于周庄古镇旅游区2公里处，与苏州大学独墅湖校区相隔不远。

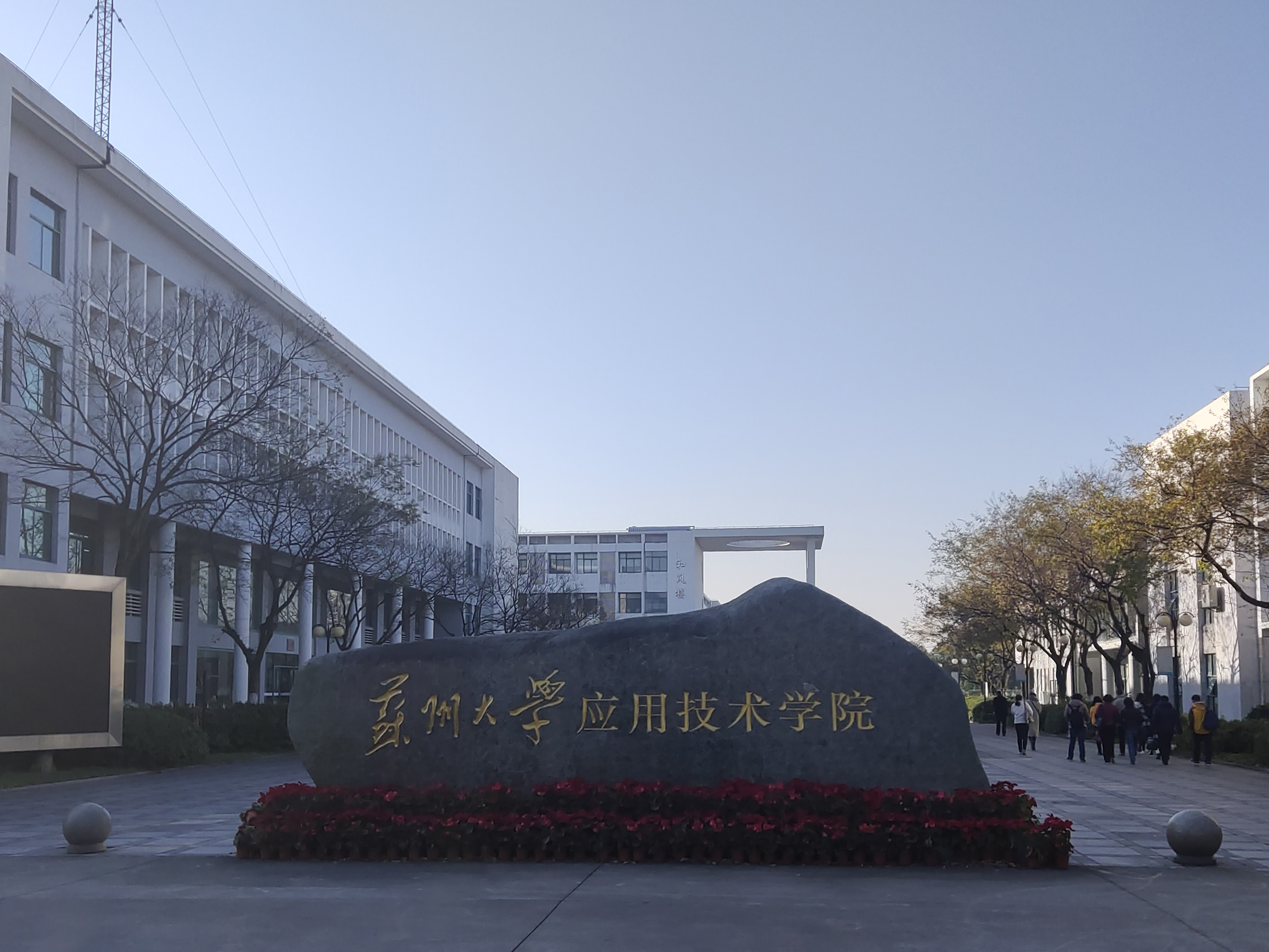
东北门内校名石

## 学院简介
苏州大学（Soochow University）坐落于素有“人间天堂”之称的古城苏州，是国家“211工程”重点建设高校和江苏省省属重点综合性大学。其前身为创建于1900年的东吴大学。
苏州大学应用技术学院位于中国第一水乡——昆山周庄古镇旅游区西北2公里处，占地580亩，总投资约2亿元人民币。校园宽敞漂亮，环境优美，空气清新，设施一流，充分体现了“小桥、流水、书院”的特色，是莘莘学子理想的求学场所。学院现有总建筑面积约11万多平方米，运动场地约1.45万平方米；其中教学楼约2.6万平方米，学生公寓约4.2万平方米，实训楼约1.4 万平方米，图书馆约1.1万平方米，食堂约5500平方米，学生艺术活动中心约2300平方米。

## 历史
- 1997年11月，批准成立；
- 2003年迁移至水乡周庄，改为公有民办二级学院；
- 2005年，改为独立学院。

## 学校校训
学以致用
含义：“学以致用”充分体现了学院的主要办学特色：培养应用型的人才为主。也表明了学院的教学与社会接轨，使学生学到的知识能很快的应用到工作中去，培养更受企业欢迎的人才。

## 学院标志
含义：院训的尺寸为1118×1118，与院庆日11月18日相合。主体用红色，寓意活力和朝气。图案外围上半部分是学院中文全称，下半部分为学院的英文全称。中间部分为用篆体字写的院训：学以致用，很好的体现了学院的文化底蕴和小桥、流水、书院的特色。

## 现任领导
- 院长： 傅菊芬
- 分工：教务处，实验室与信息管理处，财务处
- 党委书记： 吴俊生
- 分工：党务工作，学生处，总务处，保卫处，分工会
- 常务副院长： 沈美媛
- 分工：招就业处，院长办公室，人事处
- 副院长： 傅菊芬
- 分工：实习和实践教学，科研工作

## 数字化校园
学院采用先进的智能化管理网络平台，实现了数字化校园。学生的上机学习、信息查询、图书借阅、生活消费等全部一卡实现，宽带、广播、电视系统接通至每个宿舍。校园内建有现代化的安保系统，在学院各要害部位安装了红外监控和摄像监控头，通过数字化校园系统实现全天候监控与报警。学院的网络与苏州大学校本部对接，教学管理、行政管理、实验室管理等全部通过数字化校园系统实现；克服地域的局限，通过网上考试系统、网上课堂等，实现远程教学和管理。围绕高素质应用性人才培养的要求，学院大力加强实验实训室和实践基地建设，已建成的1.4万平米的实训大楼，目前已投入了总额2500余万元资金，配备了全国一流的现代制造和控制技术等30多个校内实验实训室。

## 人才培养
学院秉承、发扬苏州大学的优良传统，牢固树立“人才质量是学院生命线”的思想，坚持“以能力为本创特色”的办学理念，面向江苏尤其是苏南地区经济发展，培养社会迫切需要的生产与管理第一线工作的各类工艺型、管理型的高层次应用性技术合格人才。学院以本科层次为主，并正在积极探索研究生层次的人才培养模式。学院现已开设16个本科专业，在校生3500多人。

## 专业设置
- 机电工程
- 电子信息
- 服装
- 旅游
- 经贸
- 外语
- 财会
- 艺术

## 图册
- 平面图
- 图书馆（全景图）
- 文化艺术中心
- 和风楼-周庄文化旅游学院
- 操场和看台